# Unity Oil Field
Unity Oil Field är ett oljefält i Sydsudan. Det ligger i den centrala delen av landet, 600 kilometer norr om huvudstaden Juba. Unity Oil Field ligger 397 meter över havet.